# Fortuna (Vale LP)
Fortuna è un singolo della cantautrice italiana Vale LP, pubblicato il 23 aprile 2024 come secondo estratto dal primo album in studio Guagliona.

## Descrizione
Il brano è scritto dalla stessa cantautrice con Mario Cianchi ed Enrico Dadone, in arte Cali Low, il quale ha anche curato la produzione e ha anticipato l'uscita dell'album Guagliona, uscito il 17 maggio 2024.

## Video musicale
Il video musicale, diretto da Andrea Lamedica, è stato pubblicato il 30 aprile 2024 attraverso il canale YouTube della cantautrice.

## Tracce
Testi e musiche di Valentina Sanseverino, Mario Cianchi ed Enrico Dadone.
1. Fortuna – 2:22